# Chiến dịch Transom
Chiến dịch Transom là một loạt các cuộc ném bom nhằm vào các căn cứ của Đế quốc Nhật Bản trên đảo Surabaya, Java thực hiện bởi không quân Mỹ vào Anh vào ngày 17 tháng 5-1944 trong Thế chiến II.
Đây chiến dịch ném bom thứ 2 vào các mục tiêu trên đảo Sumatra nối tiếp chiến dịch đầu tiên là Cockpit mở màng cho các cuộc phản công bằng không quân Anh được do nhánh Không lực Hải Quân thực hiện ở viễn Đông. Khi đó Hải quân Hoàng gia Anh đang ra sức khôi phục lại sức mạnh Hải quân ở Ấn Độ Dương, trong kế hoạch chuẩn bị cho các cuộc chiến tranh ở Thái Bình Dương. Đồng thời chiến dịch Transom cũng đã góp phần giúp cho lực lượng Anh ở đây thuần thục hơn trong các cuộc đánh phá bằng không quân. Trước đó, các máy bay từ tàu USS Saratoga cũng tham gia vào các trận oanh tạc ở đảo Sumatra và Java, sau một cuộc tập trận chung với các tàu Anh.
Ngoài ra, bảy chiếc máy bay B-24 thuộc phi đội ném bom 380, Không lực Hoa Kỳ, sau đó đã tham gia đánh bom hải cảng Surabaya, từ căn cứ của họ ở sân bay Corunna Downs thuộc vùng Tây Úc. Lưu trữ ngày 30 tháng 9 năm 2007 tại Wayback Machine